# Werneria
Werneria é um género botânico pertencente à família Asteraceae.

## Espécies
- Werneria bambutensis (Amiet, 1972)
- Werneria iboundji Rödel, Schmitz, Pauwels & Böhme, 2004
- Werneria mertensiana Amiet, 1976
- Werneria preussi (Matschie, 1893)
- Werneria submontana Rödel, Schmitz, Pauwels & Böhme, 2004
- Werneria tandyi (Amiet, 1972)